# NIC-48
La NIC-48  es una importante carretera nacional clasificada como colectora secundaria en Nicaragua. Esta vía comienza en el Sur, en el poblado La Rauda en el Departamento de Matagalpa y culmina en el Norte en la NIC-26 en La Unión, departamento de Matagalpa.

## Extensión
Con una extensión de 8,25 millas (13,3 km), la NIC-48 juega un rol clave en la conectividad y transporte de la región.